# 포이츠베르크군

포이츠베르크군의 위치

포이츠베르크군(독일어: Bezirk Voitsberg)은 오스트리아 슈타이어마르크주에 위치한 군으로 행정 중심지는 포이츠베르크이며 면적은 678.18km2, 인구는 51,239명(2023년 기준), 인구 밀도는 76명/km2이다. 동쪽으로는 그라츠움게붕군, 남쪽으로는 도이칠란츠베르크군, 남서쪽으로는 케른텐주 볼프스베르크군, 서쪽으로는 무르탈군과 접한다.

## 하위 행정 구역
3개 도시, 5개 시장도시, 7개 일반 시를 관할한다.
- 도시
  - 베른바흐(Bärnbach)
  - 쾨플라흐(Köflach)
  - 포이츠베르크(Voitsberg)
- 시장도시
  - 에델슈로트(Edelschrott)
  - 리기스트(Ligist)
  - 마리아랑코비츠(Maria Lankowitz)
  - 모스키르헨(Mooskirchen)
  - 슈탈호펜(Stallhofen)
- 일반 시
  - 가이스트탈죄딩베르크(Geistthal-Södingberg)
  - 히르셰크파크(Hirschegg-Pack)
  - 카이나흐바이포이츠베르크(Kainach bei Voitsberg)
  - 크로텐도르프가이스펠트(Krottendorf-Gaisfeld)
  - 로젠탈안데어카이나흐(Rosental an der Kainach)
  - 장크트마르틴뵐미스베르크(Sankt Martin am Wöllmissberg)
  - 죄딩장크트요한(Söding-Sankt Johann)